# Charlie Fischer
Charlotte "Charlie" Fischer is een personage uit de Nederlandse soapserie Goede tijden, slechte tijden. Ze werd in de serie geïntroduceerd tijdens seizoen 9.
Het personage werd aanvankelijk vertolkt door Aukje van Ginneken, maar in 2003 nam Lieke van Lexmond de rol van Charlie Fischer over. Later werd de rol ook nog tijdelijk door Toncy van Eersel en Tamara Brinkman gespeeld.

## Actrice

### Casting
Toen personages als Dian Alberts en Kim Verduyn, die veel verhaallijnen hadden gedeeld met Jef Alberts, uit de serie waren verdwenen, werd besloten dat er voor Jef een nieuwe vrouw in zijn leven moest komen. Dit werd Barbara Fischer met haar twee kinderen: zoon Morris Fischer en dochter Charlie. Hoewel de rol voor deze laatste eigenlijk niet voor Aukje van Ginneken was geschreven, hoefde ze vanwege haar deelname aan Monte Carlo Soaptalent geen auditie te doen voor de rol; ze kreeg deze van de producenten. Aanvankelijk was de rol van Charlie slechts een bijrol en kreeg ze pas vanaf 2000 meer screentijd. 
In 2001 werd Van Ginneken in het ziekenhuis opgenomen met nierbekkenontsteking. Toncy van Eersel nam voor twee weken de rol van Charlie waar. Ruim een jaar later belandde Van Ginneken wederom in het ziekenhuis en wederom door haar nieren. Van Eersel was verhinderd om wederom tijdelijk de rol van Charlie te spelen, omdat het allemaal last minute was. Daarom nam dit keer Lieke van Lexmond ruim twee maanden de rol over. Zowel de kijkers als de pers waren idolaat van Van Lexmond en toen Van Ginneken datzelfde seizoen aangaf de serie willen verlaten, besloten de producenten Van Lexmond terug te vragen om voor vast de rol van Charlie te vertolken. Van Lexmond nam de rol aan en een jaar na haar tijdelijke entree kwam ze weer terug. Van Ginneken gaf toen in meerdere interviews aan dat ze het jammer vond dat de schrijvers Charlie in de serie lieten, want zelf had ze Charlie liever zien overlijden. Van Ginneken gaf aan dat het haar een uitdaging leek om stervende personages te spelen. Door deze uitspraken werd van Ginneken later ook door een radiostation met behulp van (Aukje's oudere zus) Marieke van Ginneken in de maling genomen, door te zeggen dat Marieke de rol van Charlie ging overnemen van Van Lexmond.
In oktober 2009 nam Tamara Brinkman voor drie weken de rol van Van Lexmond over omdat deze nog herstellende was van een operatie aan haar stembanden. Aanvankelijk had Van Lexmond de operatie zo gepland, dat ze kon herstellen in de zomerstop van de serie, maar het herstel duurde langer dan verwacht. Door deze tijdelijke recast maakt Charlie tot heden het enige personage dat door vier verschillende volwassen actrices is gespeeld.

### Vertrek
Voor de zomerstop van 2011 gaf Van Lexmond aan de serie te verlaten. De actrice had nog tot 11 november 2011 opnames. Bij toeval kwam acteur Christophe Haddad als Nick Sanders voor de zomerstop van 2011 tijdelijk terug. Nick was Charlie's grote liefde waar ze twee keer mee trouwde en samen een zoontje mee heeft. Haddad zou aanvankelijk tot november 2011 in de serie te zien zijn, maar bleef langer om Charlie een goed afscheid te geven. Van Lexmond had de producenten en schrijvers gevraagd om Charlie een rustig en goed afscheid te geven en alles niet te overhaasten. Van Lexmond verliet de serie uiteindelijk in januari 2012, om zich meer te focussen op andere televisieklussen.
Charlie vertrok samen met Nick en hun zoontje Valentijn Sanders naar Curaçao waar Charlie's adoptiemoeder/tante Barbara Fischer en halfbroer Morris Fischer samen een bed and breakfast waren gestart. Na haar vertrek is Charlie een van de weinige personages waar nog weleens over wordt gesproken in de serie, zeker wanneer haar zoon Valentijn van 2019 tot 2021 weer in Meerdijk kwam wonen.

## Karakter ontwikkeling
Bij entree in 1999 was Charlie een zestienjarige puber. Ze kon het dan ook niet goed vinden met haar stiefzus Kim Verduyn en lag voortdurend in de clinch met haar broer Morris Fischer. Charlie bleef een lange tijd bekend als het verwende en vervelende meisje, maar door het ongeluk in 2002 - waarbij vervolgens Van Lexmond de rol had overgenomen - werd ze langzamerhand een meer volwassen en vriendelijker persoon. Charlie kwam in een rolstoel terecht en het duurde een jaar lang voordat Van Lexmond eindelijk mocht lopen in de serie. Door haar verlamming en haar huwelijk met Nick Sanders was ze inmiddels een jonge vrouw geworden. Wel had Charlie het in zich om als een verwende dame over te komen, maar door haar huwelijk werd ze een stuk verstandiger.
In 2005 kwamen er nieuwe puberende jongeren in de serie waarop de schrijvers besloten om Charlie definitief volwassen te maken. Charlie werd manager van een horecazaak en zou later dat seizoen zwanger worden en werd uiteindelijk ook een trotse moeder. Tot haar vertrek bleef ze volwassener worden. Dit uitte zich door het starten van haar eigen kapsalon en het zich moederlijk openstellen voor Rikki de Jong, de dochter van haar beste vriendin, Anita Dendermonde.

## Levensloop in Meerdijk
Charlie heet eigenlijk Charlotte en haar biologische moeder is de inmiddels overleden Valerie Fischer. Charlie is echter opgevoed door Barbara Fischer.
Charlie heeft onder andere gewerkt in Koffiecafé 1753 (vernoemd naar het beginjaar van koffieproducent Douwe Egberts), en woonde samen met Jack van Houten in hotel de Rozenboom. Later heeft ze een eigen schoonheidssalon geopend (Charlie's, na haar vertrek heette het Lorena's, "Sapsalon", "CS"). Ze woonde (tijdelijk) in Teluma.
Ze had korte relaties met Sylvester Koetsier, Chris Poelman, Sydney Romer, Job Zonneveld, Milan Verhagen, Alex Veenboer en Nick Sanders, maar zij had ook lesbische relaties met onder andere Isabella Kortenaer, die inmiddels overleden is. Ze was nu voor de tweede keer getrouwd en gescheiden met Nick Sanders, een zoon van Ludo Sanders. Charlie is in het najaar van 2006 bevallen van hun zoon Valentijn. Sinds april 2010 heeft Charlie een relatie met Rik de Jong. Ze zijn getrouwd op 2 februari 2011. In januari 2012 zijn ze gescheiden. Kort daarna kreeg ze weer een relatie met Nick, waarop ze met hem en Valentijn naar Curaçao vertrok, op 19 januari 2012. En daarmee hebben alle Fischers Meerdijk verlaten. Een paar maanden later hoort ze dat Nick omgekomen zou zijn bij een gasexplosie. In werkelijkheid is Nick onder een nieuwe naam gevlucht. Pas in 2014 hoort Charlie dat Nick nog in leven is, maar dan is ze al een nieuw leven begonnen. Eind 2015 blijkt ze trouwplannen te hebben met de Antilliaanse Hensley.

## Relaties
- Philip van Alphen (verliefd, 1999-2000)
- Stefano Sanders (one-nightstand, 2000)
- Sylvester Koetsier (one-nightstand, 2000)
- Chris Poelman (kortstondige latrelatie, 2000)
  - abortus
- Sylvester Koetsier (kortstondige relatie, 2001)
- Job Zonneveld (zoen, 2001)
- Sydney Romer (latrelatie, 2001-2002)
- Isabella Kortenaer (relatie, 2002)
- Milan Verhagen (verloofd, 2002-2004)
- Alex Veenboer (affaire, 2003)
- Nick Sanders (huwelijk, 2004-2005)
  - miskraam
- Dennis Alberts (verloofd, 2005)
- Nick Sanders (huwelijk, 2006-2007)
  - Valentijn Sanders (zoon, 2006)
- Jack van Houten (relatie, 2007-2008)
- Nick Sanders (verstandshuwelijk vanwege Valentijns bestwil, 2008)
- Arthur Diepgrond (latrelatie, 2009-2010)
- Rik de Jong (huwelijk, 2010-2011)
- Danny de Jong (affaire, 2011)
- Nick Sanders (zoen, 2011)
- Nick Sanders (relatie, 2012)
- Hensley (relatie, vermoedelijk 2012-heden)